# Liste der Bodendenkmale in Gülitz-Reetz
In der Liste der Bodendenkmale in Gülitz-Reetz sind alle Bodendenkmale der brandenburgischen Gemeinde Gülitz-Reetz und ihrer Ortsteile aufgelistet. Grundlage ist die Veröffentlichung der Landesdenkmalliste mit dem Stand vom 31. Dezember 2020.
Die Baudenkmale sind in der Liste der Baudenkmale in Gülitz-Reetz aufgeführt.

## Bodendenkmale
| Gemarkung     | Flur | Kurzansprache                                                        | Bodendenkmalnummer | Bemerkung | Bild |
| ------------- | ---- | -------------------------------------------------------------------- | ------------------ | --------- | ---- |
| Gülitz (Lage) | 3, 4 | Dorfkern deutsches Mittelalter, Dorfkern Neuzeit, Siedlung Eisenzeit | 111666             |           |      |
| Reetz (Lage)  | 3    | Dorfkern Neuzeit, Dorfkern deutsches Mittelalter                     | 111662             |           |      |